# Psykoanalyse
Psykoanalysen er en psykologisk teori, der blev grundlagt af den østrigske læge Sigmund Freud i slutningen af 1800-tallet. Den grundlæggende ide bag psykoanalysen er, at ubevidste tanker og følelser spiller en central rolle i individets adfærd og mentale sundhed. Psykoanalysen er en omfattende teoretisk ramme og en terapeutisk tilgang, der sigter mod at forstå og behandle psykiske lidelser og forstå de underliggende processer i den menneskelige psyke.

## Hovedtræk
Ofte skelnes der mellem tre indfaldsvinkler til psykoanalysen
- 1) en teori om personlighedsdannelsen
- 2) en analyse hvor det ubevidste indhold fremvises ved hjælp af handlinger, udsagn og drømme
- 3) en terapi, der som en særlig dybdeterapi afdækker en del af det ubevidste.[2] Her er klienten ikke en passiv modtager af “redskaber eller “værktøjer” til problemløsning, men hjælpes til at få større klarhed om det ubevidste.

Som videnskab er psykoanalysen hele tiden i forandring, og Freud selv lavede flere revisioner af sin teori. Historisk deles psykoanalysen i fire trin:
- Driftpsykologien, som var en meget biologisk orienteret psykologi

- jegpsykologien (egopsykologien), hvor de psykologiske elementer blev tydeligere. Fokus på drifterne skiftede til jeget,[4]

- objektrelationsteorien, som delvis kom til at erstatte egopsykologien med fokus på, hvordan relationerne til de tidligste og vigtigste personer (objekter) integreres i barnets personlighed og hjælper til dens udformning. I de seneste år er der sket en betoning af

- selvpsykologien, som bygger på reguleringen af selvfølelsen og selvkærligheden.[3]

Freud introducerede (1901) det ubevidste, altså fænomener i vor personlighed, som vi ikke er klar over eller har fortrængt.

## Senere udvikling
Ifølge Freuds senere opfattelse (1923) kan personligheden ifølge Freuds personlighedsmodel opdeles i Jeg'et, Det ("underjeg'et") og Overjeg. Eller på latin: Ego, Id og Superego.
Det'et er menneskets (asociale) drifter, mens Superego er jeg-ideal, samvittighed og kritisk selvobservation. Jeg'et forsøger at tilfredsstille Det'ets drifter på en måde, der ikke er i konflikt med idealerne i Overjeg'et og på en måde, som realistisk kan lade sig gøre. Jeg'et omfatter derfor den bevidste opfattelse, tænkning og planlægning. Angst optræder på overgangene i modellen: Personen kan føle sig bange for at blive overvældet af Det'ets drifter (driftsangst), af oplevelse af dårlig samvittighed fra Overjeg'et (samvittighedsangst) eller for at handle forkert i omverdenen med negative konsekvenser.
Efterhånden lærer den velfungerende person at undgå disse former for angst. Når personen er ved at foretage sig noget, som kan fremkalde en af disse angstformer, vil vedkommende nemlig opleve en lille smule angst (signalangst), der fungerer som et advarselssignal, så det bliver muligt at vare sig i tide. Som hjælp til at undgå at opleve angst kan Jeg'et betjene sig af forsvarsmekanismer, det vil sige måder at undgå klare oplevelser af de nævnte indre konflikter. Nogle forsvarsmekanismer ændrer på oplevelsen, således at personen fx kun tager ansvar for den ene side af sin egen konflikt, mens den anden side tillæges nogen i omverdenen (projektion).
Et eksempel er den indre konflikt mellem at være vred og samtidig skamme sig over denne følelse. Ved projektion tillægges vreden en anden person, så personen selv kun mærker, at han/hun er bange for denne anden, vrede person. Projektion er et eksempel på en primitiv forsvarsmekanisme.

### Fortrængning
En mere veludviklet mekanisme er fortrængning. Når en person bruger projektion, er der en tydelig forvrængning i oplevelserne, som kan være let for andre at se. Ved fortrængning 'glemmes' hele problemstillingen. I eksemplet med vreden glemmer personen både sin vrede og sin skam over vreden. En konsekvens kan være, at det er svært for denne person at blive vred, når det er relevant, eller i det hele taget at beskæftige sig med vrede. Sublimering anses for en af de mest modne forsvarsmekanismer. Vores vrede person vil ved sublimering udnytte sin vrede konstruktivt og måske skrive kritiske og præcise læserbreve.

## Tilgange

### Driftpsykologi
Den mest oprindelige psykoanalyse var en meget biologisk orienteret tilgang, der lagde vægt på undertrykte drifter. Det var den tilgang, Freud opfandt i 1890`erne

### Jegspsykologi
Freud udviklede sin tilgang til et fokus på betydningen af jeg`et. Her sker der en opdeling mellem jeg, undertegnede og overjeg.

### Objektrelationsteori
Objektrelationteori er en teori inden for psykoanalysen om hvordan mennesker udvikles til at følelsesmæssigt at forholde sig til og interagere med andre. Teorien udgår fra antagelsen at mennesket utilsigtet kategoriserer andre mennesker i lyset af tidligere relationer (indre repræsentationer af objekter), projicerer egenskaber fra disse objekter på den nye kontakt, og derefter samspiller med personen efter sine forudfattede meninger eller tidligere relationer. De indre repræsentationer udgør også en del af menneskets personlighed .

### Selvspsykologi
Den psykoanalytiske selvpsykologi, danner grundlaget for mange af nutidens psykoanalytikeres terapeutiske indfaldsvinkler. Den afviser den grundlæggende betydning af den freudianske psykoseksuelle driftsteori ved dannelsen af den menneskelige psyke, og understreger begrebet empati som en afgørende entitet ved menneskelig udvikling og psykoanalytisk forandring.

### Lacaniansk psykoanalyse
Jacques Lacan videreudviklede Freuds psykoanalyse til en særlig tilgang. Hans ideer har haft en betydelig indvirkning på den kritiske teori, litteraturteori, tyvende århundredes franske filosofi, sociologi, feministisk teori og klinisk psykoanalyse. Lacan har været inspirationskilde for blandt andre Judith Butler, Louis Althusser og Slavoj Žižek Dele af hans skrifter er blevet sønderlemmende kritiseret af Alan Sokal og Jean Bricmont.

### Relationel psykoanalyse
Amerikaneren Stephen Mitchell var en af hovedkræfterne bag udviklingen af den relationelle psykoanalyse i enden af det 20. århundrede. Her var pointen, at det var relationsmønstre og ikke drifter, der var det afgørende for forstå menneskets psykiske liv. Denne tilgang byggede blandt andet videre på objetrelationsteorien.

### Neuropsykoanalyse
Neuropsykoanalyse er et tværfagligt felt, der integrerer principper fra psykoanalysen og neuropsykologien for at forstå den menneskelige psyke og adfærd på et dybere niveau. Denne tilgang forsøger at forbinde psykoanalytisk teori om ubevidste processer og motivationer med neurovidenskabelig forskning om hjernens funktion og struktur.

### Outsidere
Der findes også flere psykoanalytikere, der ikke tilhørte en speciel skole. Et kendt eksempel er Alice Miller, der kritiserede den freudianske psykoanalyse og dens fokus på seksualitetens rolle og undertrykkelse af barndommen. I stedet fokuserede hun på barndommens traumer, især dem forårsaget af forældrenes manglende evne til at opfylde barnets emotionelle behov. Hendes tilgang havde ofte en mere humanistisk og empatisk tilgang til individets lidelse og helbredelse.

## I Danmark
Psykoanalysen har haft stor udbredelse i Danmark. Ikke alene inden for psykologi og psykoterapi, men også inden for litteraturvidenskab, filosofi og pædagogik. Værker af Sigmund Freud, Anna Freud og flere andre er blevet oversat til dansk.
Dansk Psykoanalytisk Selskab (DPAS) blev etableret i 1957, og selskabet står for en uddannelse, der henvender sig til læger under psykiatrisk uddannelse og autoriserede psykologer. Desuden udbyder Institut for Psykoanalytisk Psykoterapi i København en 3-årig specialistuddannelse i psykoanalytisk psykoterapi.
Der er skrevet adskillige værker og artikler på dansk om emner. Herunder har Ole Andkjær Olsen og Simo Køppe udgivet flere bøger om psykoanalysen. Andre vigtige danskere er blandt andre Judith Gammelgaard og Katrine Zeuthen. Sammen har de blandt andet skrevet om overføring. Judith Gammelgaard er dr. phil., lektor emeritus ved Københavns Universitet og psykoanalytiker, og hun har skrevet adskillige bøger og artikler. Herunder har hun blandt andet skrevet om det ubeviste og erindringer. Hun er tilknyttet psykologisk institut på Københavns Universitet. Desuden har Søren Gosvig Olesen skrevet bogen Freuds apologi om psykoanalysen som videnskab.
De senere år har psykoanalysen især haft en betydning som teoretisk kulturanalyse. I Danmark findes i den forbindelse ikke mindst det filosofiske kollektiv Center for Vild Analyse, som har eksisteret siden 2006, og har omfattet personer som Steen Thykjær, Kasper Porsgard, Henrik Jøker Bjerre, Rasmus Ugilt og Brian Benjamin Hansen. Kollektivet laver særlige analyser af kulturelle fænomener, der blandt andet er inspireret af Slavoj Zizek.